# غريتا ماجنوسون
مايا غريتا ماجنوسون (بالسويدية: Greta Magnusson)‏ (8 مارس 1929 - 16 يناير 1998) كانت رياضية سويدية. شاركت في الألعاب الأولمبية الصيفية لعام 1952 في الوثب الطويل و 4 × 100 متر ، لكنها فشلت في الوصول إلى النهائيات. وقد احتلت المركز الخامس في بطولة الاتحاد الأوروبي لألعاب القوى لعام 1946 . فازت ماجنوسون بلقب الوثب الطويل الوطني في 1947 و1949 و1952 و1956.

## روابط خارجية
- غريتا ماجنوسون على موقع أوليمبيديا (الإنجليزية)
- غريتا ماجنوسون على موقع اللجنة الأولمبية السويدية (السويدية)